# Самойлович Олександр Миколайович
Олекса́ндр Микола́йович Самойло́вич (17 (29) грудня 1880—13 лютого 1938) — сходознавець-тюрколог, академік АН СРСР (1929), українець , майже все життя працював поза межами України.

## Життєпис
Народився у місті Нижній Новгород, у родині директора гімназії Миколи Яковича Самойловича, котрий походив з українського духовенства, та Євгенії Олександрівни, дочки військового лікаря Олександра Штейгмана, яка по матері походить з роду Скоробогатих. Доводиться племінником директору Другої Київської гімназії (з 1903) Івану Яковичу Самойловичу. Також доводиться племінником Володимиру Штейгману (1865-1933), військовому лікареві та керівникові медико-етнографо-статистичної експедиції на Північ Сахаліну (1908). У Олександра були брат Микола, сестри Наталка, Євгенія, Ганна, Лідія.
1888 року Олександр вступає до класичної гімназії, яку закінчує зі срібною медаллю. У 1898 році вступив на факультет східних мов Санкт-Петербурзького університету на арабсько-персько-турецько-татарський факультет. Уже в студентські роки О. Самойлович розпочинає наукову діяльність. Під керівництвом професора В. Бертольда, на основі його історико-географічних праць, він склав і надрукував у вигляді посібника для студентів книгу «Західний Туркестан з часів завоювання арабами до монгольського владарювання», а студентське відрядження до Туркменії влітку 1902 року поклало початок самостійній науковій роботі. Вивчаючи туркменську мову, Самойлович збирав матеріали для дипломної роботи, яка згодом була удостоєна золотої медалі.
Після закінчення курсу університету у 1903 році О. Самойловича залишили на кафедрі турецько-татарської словесності для підготовки до професорської діяльності. Почавши наукову діяльність як туркменознавець, у 1906 році, після смерті свого вчителя професора П. Меліоранського, О. Самойлович почав викладати турецьку мову й літературу, читати лекції, вести семінари.
У 1907 році Олександра Самойловича обрали дійсним членом Російського археологічного товариства по Етнографічному відділенню, а 1912 року — дійсним членом Таврійського товариства історії, археології й етнографії, а також Троїцькославського-Кехтинського відділення Приамурського відділу географічного товариства.
Починаючи з 1909 року, О. Самойлович предметно зайнявся вивченням тюркських мов та тюркологічних проблем.
У період Першої світової війни вчений не припинив своєї діяльності. Ним було опубліковано багато досліджень, присвячених пам'яткам тюркської писемності, зокрема «Дивану» Бабура. На початку 1915 року науковець успішно захистив дисертацію на здобуття вченого ступеня магістра турецько-татарської словесності, в основу якої покладена надрукована ним книга «Абду-с-Саттар кази. Книга розповідей про битви текінців».
Велику колекцію старих рукописів й нових видань на тюркських мовах, а також нові етнографічні матеріали О. Самойлович привіз із цікавої наукової мандрівки за маршрутом: Петроград — Ярославль — Кострома (Татарська Слобідка) — Казань — Самара — Оренбург — Ташкент — Красноводськ — Баку — Тифліс — Владикавказ — Крим. Ці матеріали покладені в основу нових праць ученого.
Після жовтневої революції Олександр Самойлович доклав зусиль, щоб знайти своє місце в новому суспільстві. У грудні 1917 року О. Самойлович був обраний екстра-ординарним професором тюрко-татарської словесності Петроградського університету.
З 1918 року (паралельно з викладанням в університеті) працював у Східному відділі Академії Генерального штабу та у Москві — у Лазаревському інституті. У створеному восени 1920 року Петроградському інституті живих східних мов обирається проректором і веде заняття з турецької та узбецької мов.
З осені 1920 й до початку 1922 року — поєднував роботу у вищих навчальних закладах зі службою в Наркомі іноземних справ консультантом відділу Сходу.
У 1922 році Олександр Миколайович став ректором Петроградського інституту живих східних мов; одночасно викладав в університеті; завідував етнографічним відділом Державного Російського музею; Олександра Самойловича обрали членом Науково-дослідного інституту історії мов і літератур Заходу й Сходу.
У 1925 році став членом-кореспондентом АН СРСР, а 12 січня 1929 року він став дійсним членом Академії, а незабаром й академіком-секретарем її Відділення гуманітарних наук.
Коли у 1932 році було створено Казахстанську базу АН СРСР, О. Самойлович став першим головою її президії й брав активну участь в організації перших інститутів. У той же час він очолював киргизьку й казахську, а також узбецьку секції Ради по вивченню виробничих сил країни.
З початку 1934 року Самойлович — директор Інституту сходознавства АН СРСР, де він також завідував сектором літератури. Така напружена, активна творча й організаційна діяльність ученого була раптово перервана: його заарештували за сфабрикованим звинуваченням — інкримінували шпигунство на користь Японії й створення контрреволюційної, буржуазно-націоналістичної організації, яка нібито боролась за відторгнення національних окраїн від СРСР та їхнє підпорядкування впливу японського імперіалізму.
13 лютого 1938 року був розстріляний. У 1956 р. реабілітований.

## Наукові праці
- Избранные труды о Крыме. — Симферополь: Доля, 2000. — 292 с. — ISBN 966-7637-23-9.
- Крымская песня про Порт-Артур // Живая старина. — 1910. — Вып. 1/2. — С. 129—131.
- Бахчисарайский певец, поэт, летописец и метеоролог Хаби-булла-Керем // Изв. Таврич. о-ва истории, археологии и этнографии. — 1913. — № 5. — С. 205—221.
- Песнь о крымских событиях // Изв. Таврич. о-ва истории, археологии и этнографии. — 1913. — № 50. — С. 81—98.
- Среди ставропольських туркменов, ногайцев и крымских татар: отчет о командировке в 1912 г. // Изв. Рус. Комитета для изучения Средней и Восточной Азии. — 1913. — Сер. 2, № 2. — С. 54—74.
- Абду-с-Саттар казн. Книга рассказов о битвах текинцев: туркменская поэма XIX века / пер. с туркмен. А. Н. Самойловича — СПб. [б. и.], 1914.
- Песни крымских татар про вторую Отечественную войну // Живая старина. — 1915. — Вып. 3/4 — С. 409—420.
- Среди крымских татар летом 1916 г. // Изв. Таврич. о-ва истории, археологии и этнографии. — 1918. —№ 54. — С. 73—80.
- К истории крымскотатарского литературного языка / А. Н. Самойлович // Вестн. Науч. о-ва татароведения. — 1927. — № 7. — С. 27—33.
- Объяснено ли название «Крым»? // Изв. Таврич. о-ва истории, археологии и этнографии. — 1929. — Т. 3. — С. 61—62.
- Некоторые данные о пчеловодстве в Крыму в XVI—XVII веках // Записки ИВАН. — 1932. — Вып. 1. — С. 123—128.
- Общий взгляд на возникновение и развитие мусульманско-турецких литературных языков в связи с разговорными наречиями // Совет. тюркология. — 1973. — № 5. — С. 105—110.